# La Capture (film, 1950)
Pour les articles homonymes, voir La Capture.
Pour plus de détails, voir Fiche technique et Distribution.

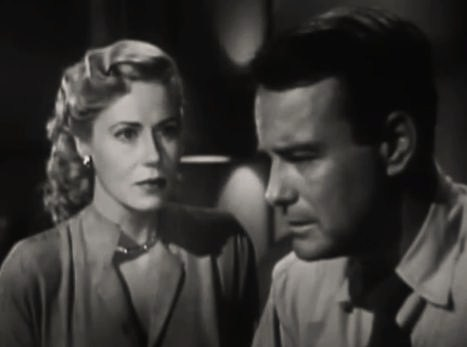
Jacqueline White et Lew Ayres

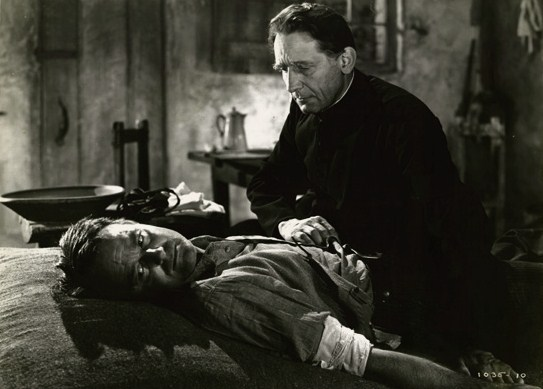
Lew Ayres et Victor Jory

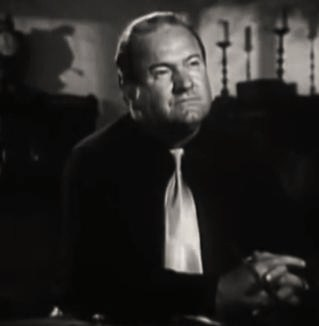
Barry Kelley

La Capture (titre original : The Capture) est un film américain réalisé par John Sturges, sorti en 1950.

## Synopsis
Au Mexique, recherché par la police et blessé, Linley « Lin » Vanner se réfugie chez un prêtre, le père Gomez, auquel il se confie. Un an plus tôt, alors gérant au sein d'une compagnie pétrolière (présidée par Earl C. Mahoney), il participe à la traque de Sam Tevlin, soupçonné d'avoir dérobé la paie des ouvriers. L'homme meurt en garde à vue, après avoir été blessé accidentellement par Lin. Luana Ware, sa fiancée, le quitte après lui avoir reproché son manque d'ambition. 
Lin démissionne alors et, finalement convaincu de l'innocence de Sam, accompagne incognito le corps qui est remis à sa veuve, Ellen Tevlin. Celle-ci, vivant seule dans un ranch avec son jeune fils Mike, embauche bientôt comme contremaître Lin (qui s'est présenté sous le nom de Brown).

## Fiche technique
- Titre : La Capture
- Titre original : The Capture
- Réalisation : John Sturges
- Scénariste et producteur : Niven Busch (d'après son roman)
- Compagnie de production : Showtime Properties
- Compagnie de distribution : RKO Pictures
- Musique : Daniele Amfitheatrof
- Directeur de la photographie : Edward Cronjager
- Directeur artistique : William A. Flannery
- Décors de plateau : John McCarthy Jr. et Charles Thompson
- Costumes : Mary Wills
- Montage : George Amy
- Genre : Drame
- Format : Noir et blanc
- Durée : 91 minutes
- Dates de sorties :
  - États-Unis : 8 avril 1950
  - France : 31 janvier 1951

## Distribution
- Lew Ayres : Linley « Lin » Vanner / Linley « Lin » Brown
- Teresa Wright : Ellen Tevlin
- Victor Jory : Le père Gomez
- Jacqueline White : Luana Ware
- Jimmy Hunt : Mike Tevlin
- Barry Kelley : Earl C. Mahoney
- Duncan Renaldo : Carlos
- William Bakewell : Herb Tolin
- Milton Parsons : un visiteur de Mahoney
- Frank Matts : Juan
- Felipe Turich : Caporal Juan Valdez
- Edwin Rand : Sam Tevlin

Et, parmi les acteurs non crédités :
- Rico Alaniz : un policier
- Pepe Hern : un policier
- Rodolfo Hoyos Jr. : un bagagiste
- Alberto Morin, Chuck Roberson, Peter Julien Ortiz : des employés
- Vito Scotti : un conducteur de camion

## DVD
- France :

- DVD-5 Keep Case sorti le 12 juillet 2005 chez Bach Films. L'image a été remastérisée numériquement. Le ratio écran est en 1.33:1 plein écran 4:3. L'audio est en anglais avec la présence de sous-titres français. En supplément le making of de la restauration. Il s'agit d'une édition Zone 2 Pal.
- États-Unis :

- DVD-9 Keep Case sorti chez Mill Creek Entertainment le 17 avril 2012 dans le coffret 50 Movies Classic Features Dark Crimes. Le ratio écran est en 1.33:1 plein écran 4:3 en noir et blanc. l'audio est en anglais 2.0 mono. Aucun sous-titres et aucun supplément présents. Il s'agit d'une édition toutes zones.